# Wolica (powiat pińczowski)
Wolica – wieś w Polsce położona w województwie świętokrzyskim, w powiecie pińczowskim, w gminie Działoszyce.
| SIMC    | Nazwa      | Rodzaj     |
| ------- | ---------- | ---------- |
| 0237883 | Bereza     | przysiółek |
| 0237890 | Okręglica  | przysiółek |
| 0237914 | Wisielówka | przysiółek |

W latach 1975–1998 miejscowość należała administracyjnie do województwa kieleckiego.

## Zabytki
- Kościół parafialny pw. św. Tekli. Został wzniesiony w XIX wieku z kamienia pińczowskiego staraniem okolicznych rodów ziemiańskich – Dembińskich z Gór, Deskurów z Sancygniowa i Mazarakich z Przecławki. We wnętrzu jednonawowej świątyni zachowały się nieliczne epitafia, w tym dwa poświęcone członkom rodziny Mazaraki herbu Newlin – Franciszkowi Wincentemu i jego żonie Eleonorze z Łagowskich.
- Cmentarz z XIX wieku. Do najstarszych i najciekawszych grobów należą: grobowiec Mazarakich z Przecławki i grób Teofili z Łagowskich Waligórskiej (zm. 1 października 1868 w Przecławce), żony Aleksandra Waligórskiego, generała i jednego z dowódców w powstaniu styczniowym.